# Marlene (1984)
Marlene ist ein Dokumentarfilm aus dem Jahr 1984, den der Filmregisseur Maximilian Schell über den legendären Filmstar Marlene Dietrich gedreht hat. Er wurde vom Bayerischen Rundfunk (BR) und OKO-Film ermöglicht und von Futura Film, München, und Alive Films (USA) herausgebracht.

## Hintergrund
Marlene Dietrich und Maximilian Schell hatten zusammen in dem Film Urteil von Nürnberg 1961 gespielt und sich gegenseitig schätzen gelernt. Schell versuchte, die in ihrer Wohnung in der Pariser Avenue Montaigne wohnende Dietrich seit Jahren zu einem Dokumentarfilm über ihr Leben zu überzeugen. Dies hat sie immer wieder abgelehnt. 1982 stimmte sie unter der Auflage zu, selbst nicht im Bild zu erscheinen. Der gesamte Dokumentarfilm besteht deshalb aus von Marlene Dietrich selbst gesprochenen Kommentaren zu den gestellten Fragen von Maximilian Schell, zu den ihr gezeigten Stummfilmen und ihren Tonfilmen. Ebenso werden Wochenschauberichte über sie und ihre Gesangsauftritte im Film gezeigt. Marlene Dietrich hatte sich vertraglich zu 40 Stunden Interview verpflichtet, die etwa je zur Hälfte in Deutsch und in Englisch geführt wurden. Sie berichtet über ihre Kindheit in Berlin, die Dreharbeiten zu Der blaue Engel, ihren Ehemann Rudolf Sieber, die Arbeit mit Regisseuren wie Josef von Sternberg, Orson Welles, Fritz Lang und Alfred Hitchcock. An einer Stelle zitieren Dietrich und Schell zusammen das Gedicht O lieb, so lang du lieben kannst von Ferdinand Freiligrath; am Ende ist Marlene Dietrich über die pathetischen Worte zu Tränen gerührt.
Oft ignoriert Marlene Dietrich die Fragen von Schell, macht deftige Kommentare über andere Dinge, über frühere Filmpartner und über erschienene Biografien. Während des gesamten Interviews spricht sie über das Leben und den Tod, Realität und Illusion, und das Wesen des Starruhms. Dank der äußerst einfühlsamen Gesprächsführung gelingt es Schell, dem Zuschauer einen tiefen Einblick in Dietrichs Charakter zu vermitteln, die ursprünglich möglichst wenig von sich selbst preisgeben wollte.

## Filmausschnitte
Der Dokumentarfilm zeigt Ausschnitte aus den folgenden Filmen:
- Tragödie der Liebe (1923)
- Ich küsse Ihre Hand, Madame (1929)
- Der blaue Engel (1930)
- Marokko (1930)
- Entehrt (1931)
- Blonde Venus (1932)
- Die scharlachrote Kaiserin (1934)
- Der Teufel ist eine Frau (1935)
- Perlen zum Glück (1936)
- Der große Bluff (1939)
- Citizen Kane (1941)
- Die rote Lola (1950)
- Zeugin der Anklage (1957)
- Im Zeichen des Bösen (1958)
- Urteil von Nürnberg (1961)
- Schöner Gigolo, armer Gigolo (1978)

## Auszeichnungen und Nominierungen
Der Film wurde 1986 für den Oscar als Bester Dokumentarfilm nominiert. Er gewann den Deutschen Fernsehpreis.